# 대한민국의 측정 단위
대한민국의 측정 단위은 계량의 기준과 적정한 계량의 실시에 필요한 사항을 규정한 단위를 뜻한다. 계량의 기준을 정하고 적정한 계량의 실시를 확보하여 경제의 발전과 문화의 향상에 기여함을 목적으로 한다.

## 역사
- 1961년 5월 10일 : 계량법 제정-미터법을 법정단위로 지정
- 1964년 : 계량법 전면 시행, m(길이), ㎏(질량), s(시간) 등 미터법 사용을 규정('평(坪)' 사용은 인정)
- 1978년 : 국제법정계량기구 정회원국으로 가입
- 1983년 : 건물 및 토지의 단위에 '평' 사용 금지
  - 토지대장, 건축물대장에서 ‘평’을 ‘m2’으로 전환
- 2007년 ~ : 본격적으로 ‘평, 돈’을 제곱미터(m2)
  - 그램(g) 단위로 전환하기 위한 홍보.계도를 본격 추진
- 2009년 : 비법정단위를 사용한 법령, 지자체 조례 개정 등 제도정비,  국토부 「주택공급규칙」등 ‘평’ 사용 4개 법령 및 지자체 73개 조례
- 2010년 6월 : 일간지광고의 ‘평, 돈’을 사용한 업체 과태료부과 등 단속 실시
  - 과태료 부과대상 : 구두주의 및 서면주의 등 3회 이상 상습 위반자
  - 과태료 부과 건수 : `10년 31건, `11년 68건, '12년 9건, ‘13년 16건
- 2013년 1월 : 인터넷 및 현장(부동산 중개사무소) 광고 등에서 ‘평’, ‘돈’을 중심으로 상습/반복적 위반자에 대한 단속 확대
  - 17개 부동산 포털사이트: 위반사례 486건, 75%(365건) 시정
  - 6개 귀금속 포털사이트: 위반사례(8건) 중 88%(7건) 시정
  - 부동산 중개사무소: 1,271개소 조사 위반업소(832개소)의 55% (455개소) 시정
- 2015년 : 미래경제주체인 어린이 및 10~20대 층을 겨냥하여 집중 홍보하고, 공모전 등을 통해 홍보대상이 직접 참여하는 쌍방향 홍보 전개

## 홍보 사례
- 일반 국민 대상 : TV, 라디오, 지하철 및 옥외전광판 홍보, 광고포스터, 캠페인 등
  - 2007년 : KBS 공익광고,  MBC 경제매거진
  - 2008년 : 지하철 전광판 홍보, 옥외 전광판 홍보
  - 2015년 : 부산국제식품대전, SNS 활용 홍보

- 경제 주체별 : 박람회 홍보, 지역행사지원, 교육책자. 전통시장 가격표 배포 등

## 사용 현황

#### 이용
1. 정부 부처 및 국가 기술 표준원의 각종 정책 시행 및 시정 노력 (연도별 진행 상황 정리)
2. 시 /도의 홍보

#### 오용
1. 평/돈 등 부정확한 단위 사용으로 경제적 피해가 해마다 약 3조원씩 발생
2. 비법정 단위는 품목/지역별로 기준이 달라 상거래의 혼란 초래 및 국제거래 신뢰도에 악영향 미침
3. 정부가 만든 규정을 정부 스스로 지키지 않는 경우가 있는데 이 경우, 국민이 정책을 수용하기 힘들어지며 단위 시정에 대한 노력이 수포로 돌아감

## 같이 보기
- 미터법
- 국가기술표준원